# Waage (Görlitz)
Die Waage ist ein Renaissancehaus in der Stadt Görlitz in der östlichen Oberlausitz. Es befindet sich auf dem Untermarkt und ist Teil der sogenannten Zeile auf der Platzmitte. Die Waage schließt die Zeile baulich auf südöstlicher Seite ab.
Das heutige Gebäude wurde auf früherer gotischer Grundlage errichtet, wie auch an einem das gesamte Erdgeschoss überspannenden spätgotischen Gewölbe zu erkennen ist. Das Erdgeschoss stammt vermutlich aus dem Jahre 1453. Aufbauend auf das Erdgeschoss entstand 1600 das schlichte Renaissancegebäude. Baumeister war Jonas Roskopf, ein Nachfahre des berühmten Renaissancebaumeisters Wendel Roskopf d. Ä. Eine der Säulen im Erdgeschoss, auf dem die ausladenderen Obergeschosse zu ruhen scheinen, zeigt über deren ionischen Kapitellen das Abbild Jonas Roßkopfs mit einem Zirkel. Auf den anderen Säulen thronen unter anderem die Abbilder des Maurermeisters Elias Ebermann mit einer Kelle, des Waagemeisters Andreas Alert mit einem Gewicht, eines Ratsherren, eines Narren und eines Liebespaares. Im Innern existiert ein Schlussstein mit dem Namen Bartholomäus Scultetus und der Jahreszahl 1600.
In der Waage wurden einst die in der Stadt eintreffenden Waren registriert, bewertet und verzollt. Die Akzise war bis in das Jahr 1823 in der Waage untergebracht. Danach tagte der 1830 gegründete Gewerbeverein in den Räumlichkeiten und nutzte sie für Ausstellungen, bis sie in das 1871 fertiggestellte Humboldthaus umzogen.
Während der Anfangsjahre der DDR wurde das Gebäude durch eine sozialistische Jugendorganisation – die Station junger Techniker genutzt. Zwischen 1978 und 1980 wurde das Gebäude saniert.